# 1951
- рік темного металевого зайця за Шістдесятирічним циклом китайського календаря.

## Події

### Січень
- 4 січня — демонстрація діючого макету Малої електронної лічильної машини офіційній комісії.

### Квітень
- 10 квітня — засновано місто Нововолинськ
- 11 квітня — президент США Трумен звільнив командувача сил ООН у Кореї генерала Макартура. На його місце призначено генерал-лейтенанта Ріджвея.
- 18 квітня — засновано Європейську спільноту з вугілля та сталі, праобраз Європейської економічної спільноти

### Червень
- 14 червня — продемонстровано роботу першого американського комерційного цифрового комп'ютера UNIVAC 1, розробленого Робертом Екертом і Джоном Мочлі.

### Грудень
- 25 грудня — пуск в експлуатацію Малої електронної лічильної машини. Розв'язання на машині реальних задач.

## Народились
Дивись також Категорія:Народились 1951
- 8 січня — Джон Мактірнан, американський кінорежисер
- 28 січня — Леонід Каденюк, український льотчик-випробувач 1-го класу, перший і єдиний космонавт незалежної України (пом.в 2018).
- 29 січня — Євген Кушнарьов, український політик (пом.в 2007).
- 30 січня — Філ Коллінз, англійський співак, актор
- 30 січня — Чарлз Даттон, американський актор
- 14 лютого — Кевін Кіган, англійський футболіст, тренер
- 15 лютого — Джейн Сеймур, англійська акторка
- 20 лютого — Ґордон Браун, британський прем'єр-міністр
- 22 лютого — Медвідь В'ячеслав Григорович, український письменник-прозаїк, есеїст, Заслужений діяч мистецтв України
- 4 березня — Кріс Рі, англійський поп-музикант, композитор
- 13 березня — Алферова Ірина Іванівна, російська акторка
- 17 березня — Курт Рассел, американський актор
- 24 березня — Дугі Томпсон, англійський рок-музикант Supertramp
- 24 березня — Олександр Сєров, російський естрадний співак.
- 26 березня — Булдаков Олексій Іванович, російський кіноактор
- 3 квітня — Мел Шачер, бас-гітарист гурту Grand Funk Railroad
- 10 квітня — Стівен Сіґал, американський актор
- 14 квітня — Мамонов Петро Миколайович, російський музикант («Звуки МУ»)
- 17 квітня — Олівія Гасі, англійська акторка
- 27 квітня — Ейс Фрейлі, американський рок-музикант Kiss
- 3 травня — Крістофер Кросс, співак
- 4 травня — Джекі Джексон, співак
- 15 травня — Чез Палмінтері, американський актор
- 17 травня — Мукусєв Володимир, російський тележурналіст
- 22 травня — Іванов Сергій Петрович, український кіноактор
- 23 травня — Карпов Анатолій Євгенович, 12-й чемпіон світу з шахів
- 26 травня — Саллі Райд, перша американка, що побувала в космосі (Challenger, 1983)
- 1 червня — Степан Фіцич, український оперний співак (тенор). Народний артист України (пом.в 2014).
- 4 червня — Денні Браун, рок-музикант The Fixx
- 11 червня — Бонні Пойнтер, співачка
- 12 червня — Бред Депл, вокаліст рок-гурту Boston
- 14 червня — Олександр Сокуров, російський кінорежисер
- 19 червня — Енн Вілсон, солістка рок-гурту Heart.
- 30 червня — Стенлі Кларк, американський музикант.
- 30 червня — Енді Скотт, рок-гітарист Sweet.
- 2 липня — Шерілл Ледд, акторка.
- 3 липня — Жан-Клод Дювальє, гаїтянський диктатор.
- 4 липня — Олександра Кужель, політик.
- 8 липня — Стас Намін, російський композитор, музикант, продюсер.
- 8 липня — Райкін Костянтин Аркадійович, російський актор театру і кіно.
- 9 липня — Анжеліка Х'юстон, акторка.
- 24 липня — Лінда Картер, американська акторка.
- 25 липня — Вердин Уайт, музикант (бас-гітара), співак.
- 28 липня — Бєлохвостікова Наталія, російська кіноакторка.
- 31 липня — Івон Гулагонг-Коулі, австралійська тенісистка.
- 1 серпня — Томмі Болін, американський гітарист Deep Purple.
- 2 серпня — Стів Хіллідж, англійський рок-гітарист (Gong).
- 5 серпня — Боб Гелдоф, ірландський музикант.
- 6 серпня — Білий Василь Павлович, народний депутат України 1-го скликання.
- 8 серпня — Мартін Брест, американський кінорежисер.
- 8 серпня — Осії Мамору, японський кінорежисер, сценарист.
- 8 серпня — Садальський Станіслав Юрійович, російський актор.
- 17 серпня — Чаповський Олександр, український генерал.
- 19 серпня — Конкін Володимир, російський актор театру і кіно.
- 19 серпня — Джон Дікон, бас-гітарист рок-гурту Queen.
- 20 серпня — Філ Лайнотт, ірландський рок-музикант, бас-гітарист гурту Thin Lizzy.
- 25 серпня — Роб Гелфорд, вокаліст рок-гурту Judas Priest.
- 9 вересня — Майкл Кітон, американський кіноактор.
- 14 вересня — Мельников Володимир Миколайович (Имир Ельник), український письменник, композитор, науковець.
- 17 вересня — Кассандра Петерсон, американська акторка.
- 27 вересня — Міт Лоф, американський рок-музикант, співак.
- 30 вересня — Юрій Сухенко,  український науковець у галузі харчової промисловості, доктор технічних наук (1999), професор (2003).
- 2 жовтня — Стінґ, англійський рок-музикант.
- 2 жовтня — Роміна Пауер, американська акторка, співачка.
- 20 жовтня — Ел Ґрінвуд, американський рок-музикант, клавішник гурту Foreigner.
- 25 жовтня — Єфименко Людмила Пилипівна, українська акторка, режисер.
- 18 листопада — Кіпіані Давид, грузинський футболіст, тренер.
- 30 листопада — Назарій Яремчук, український співак, народний артист України (пом.в 1995).
- 1 грудня — Джако Пасторіус, джазовий бас-гітарист.
- 15 грудня — Алан Сімонсен, данський футболіст.
- 28 грудня — Вітренко Наталія Михайлівна, українська політик.

## Померли
Дивись також Категорія:Померли 1951
- 4 лютого — Сесіл Гант, американський блюзовий співак, піаніст (нар. 1913)
- 6 березня — Володимир Винниченко, відомий український письменник, політичний діяч (* 1880).
- 26 квітня — Жуан Боррель, іспанський скульптор.
- 11 червня — Цадаса Гамзат, аварський поет, народний поет Дагестану з 1934 року (* 1877).

## Нобелівська премія
- з фізики: Джон Дуглас Кокрофт й Ернест Томас Синтон Волтон — «За дослідницьку роботу з перетворення атомних ядер з допомогою штучно прискорених атомних частинок»
- з хімії: Едвін Маттісон Макміллан і Гленн Теодор Сіборг — «За відкриття в області хімії трансуранових елементів»
- з медицини та фізіології: Макс Тейлер — «За відкриття, пов'язані з жовтою гарячкою та боротьбою з нею»
- з літератури: Пер Лаґерквіст — «За художню силу і абсолютну незалежність суджень письменника, який шукав відповіді на вічні питання, що стоять перед людством».
- премія миру: Леон Жуо — «В ознаменування миротворчих заслуг»